# Mecánica de fallas
La mecánica de fallas es un campo de estudio que investiga el comportamiento de las fallas geológicas .
Detrás de cada terremoto hay una roca débil. Si la roca sigue siendo débil, se convierte en un punto importante en la determinación del potencial de los terremotos más grandes.
A pequeña escala, una roca fracturada se comporta esencialmente de la misma forma en todo el mundo, en la que el ángulo de fricción es más o menos uniforme (véase fricción de falla). Un pequeño elemento de roca en una masa más grande, responde a los cambios de tensión (también denominada de esfuerzo o estrés) de una manera bien definida: si se aprieta por esfuerzos diferencialesa mayores que su fuerza, que es capaz de soportar grandes deformaciones. Una banda de debilidad, una roca fracturada en una masa competente, puede deformarse para parecerse a una clásica falla geológica . El uso de sismómetros y la localización de terremotos, se puede observar el patrón requerido de micro-terremotos.